# أوسكار ثيرلكلد
أوسكار ثيرلكلد (بالإنجليزية: Oscar Threlkeld)‏ (15 فبراير 1994 ببولتن في المملكة المتحدة - ) هو لاعب كرة قدم بريطاني في مركز الدفاع. لعب مع بولتون واندررز ونادي بليموث أرجايل.

## وصلات خارجية
- أوسكار ثيرلكلد على موقع قاعدة بيانات كرة القدم.إي يو (الإنجليزية)
- أوسكار ثيرلكلد على موقع Soccerbase.com (لاعب) (الإنجليزية)